# Augustin Boué de Lapeyrère

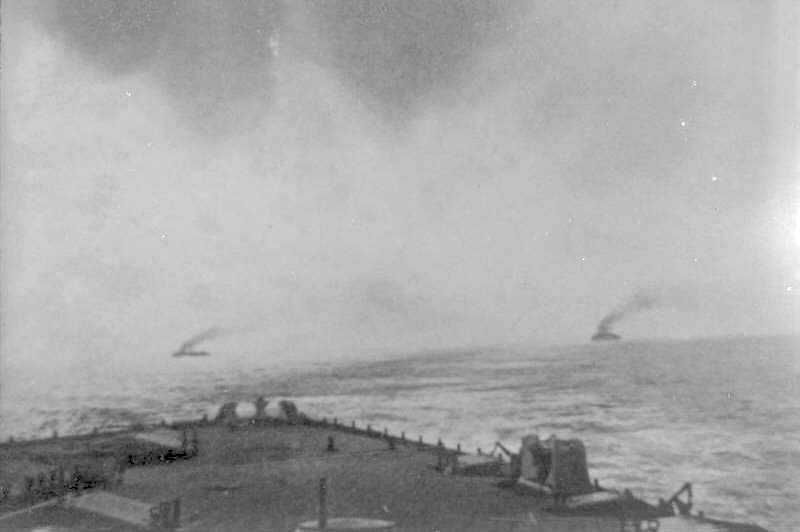
Brit hadihajó követi a német cirkálókat

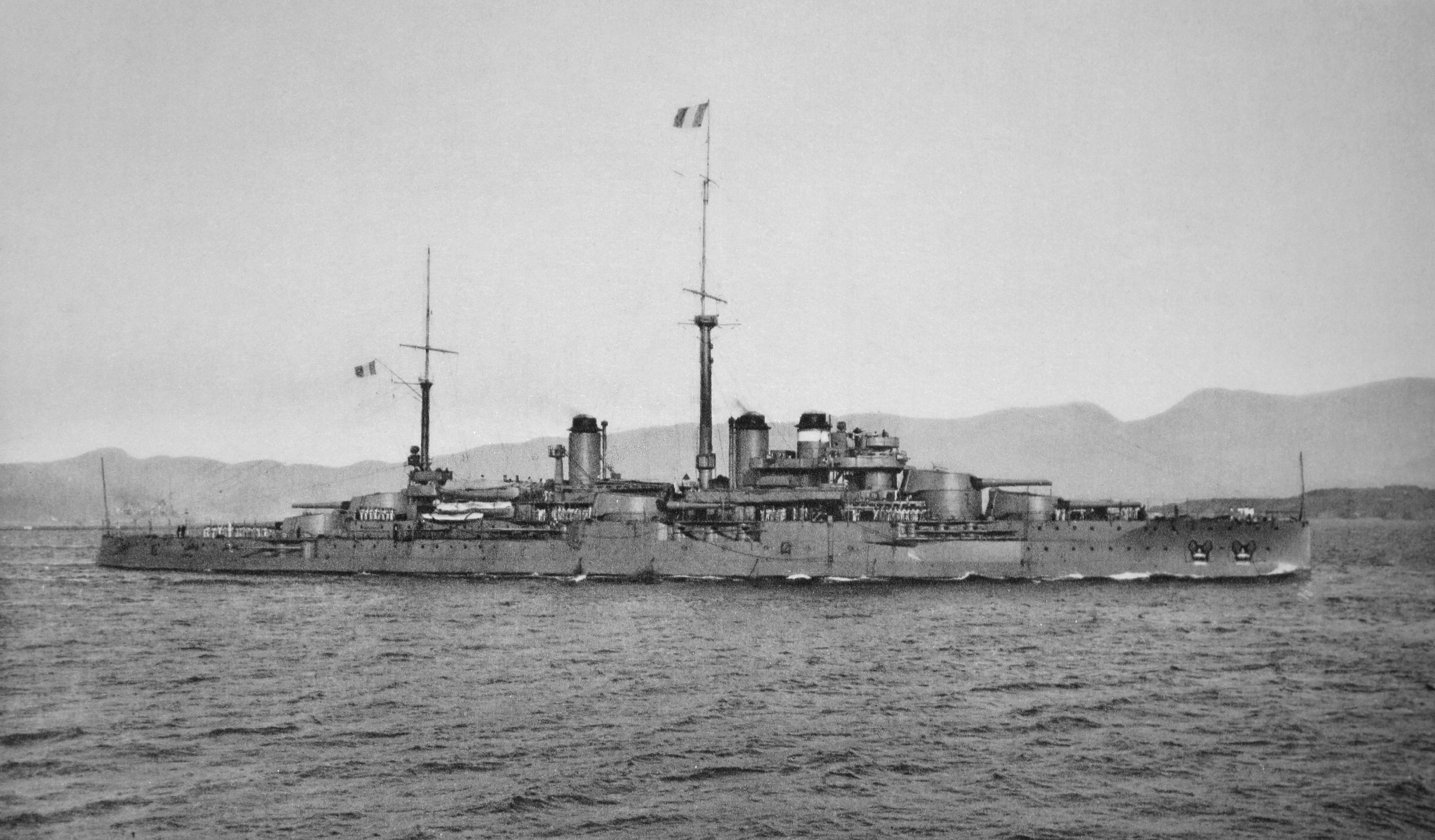
A Courbet csatahajó

Augustin Emmanuel Hubert Gaston Marie Boué de Lapeyrère (Castéra-Lectourois, Gers, 1852. január 18. –  Pau,  1924. február 17.) francia tengernagy, 1909 és 1911 között tengerészeti miniszter.

## Pályafutása
1869 és 1872 között Lanvéocban (Bretagne) tanult a Tengerészeti Akadémián. 1875-ben a Francia Tengerészet aspiránsnak hívta és öt éven át teljesített szolgálatot az Atlanti-óceánon. 1884-ben a tonkini expedícióban kapott először parancsnoki felhatalmazást. Az energikus és eszes Lapeyrère gyors előmenetelben részesült. 1896-ban kapitánnyá, 1902-ben ellentengernaggyá, 1908-ban pedig altengernaggyá nevezték ki.
1909 és 1911 között a Tengerészeti Minisztérium vezetését bízták rá Aristide Briand kormányában. Számos reform fűződik nevéhez, modernizálta a francia flottát és megépíttette Franciaország első dreadnought típusú csatahajóját, a Courbet-t. 1911 augusztusában Lapeyrère-t nevezték ki a Franciaország földközi-tengeri flottájának parancsnokává. Az 1914. február 10-i jegyzőkönyv értelmében háború esetén francia hajórajok felelnek a Földközi-tenger nyugati felének, a Brit Királyi Haditengerészet hajói pedig a keleti felének a biztonságáért. 1914 augusztusában pedig Lapeyrère lett a földközi-tengeri szövetséges (angol–francia) tengerész hadosztály parancsnoka. Joseph Joffre tábornok parancsára 30 ezer Algériában állomásozó katonát kellett visszaszállítani Franciaországba. A művelet védelmét Lapeyrère hadosztályának kellett biztosítania. Joffre tábornok rendelete értelmében a francia csatahajók csak távolról követhették a szállítást végző kereskedelmi hajókat, hogy ne keltsenek feltűnést, és a konvojképzést is megtiltották.
1914. augusztus 1-jén az SMS Goeben és az SMS Breslau német csatahajók Wilhelm Souchon tengernagy irányítása alatt Brindisi kikötőjében várták a parancsot, hogy megzavarják a francia csapatszállításokat. Lapeyrère Bizertébe küldött egy tengeralattjáró-rajt. Biztos volt abban, hogy a német cirkálók távozásuk előtt meg fogják zavarni a csapatszállításokat, ezért elrendelte a hajókonvojok alakítását, és a konvojok szoros kíséretét.
Augusztus 2-ról 3-ára virradó éjszaka azt a parancsot kapta Souchon, hogy hajózzanak Konstantinápolyba, a semleges kikötőbe. 3-án este 18 órakor újabb távirat  érkezett számukra: Németország hadat üzent Franciaországnak. Lapeyrère-t csak hét órával később, 4-én éjjel 1 órakor értesítették a hadüzenetről. A német cirkálók elindultak az észak-afrikai partok felé és 4-én hajnali 4 órakor bombázták Bône, 5 órakor pedig Philippeville (ma Szkikda) kikötőjét Algériában.
Az angol kormány Gibraltári-szoros felé rendelte a HMS Indomitable és HMS Indefatigable csatahajóit, amelyek találkoztak a német cirkálókkal. De mivel Anglia még nem állt hadban Németországgal, Archibald Berkeley Milne megtiltott minden harci cselekmény. Az angol hajók követték a német cirkálókat, de azok sebességüket 25 csomóra gyorsították, az angol hajók maximális sebessége csak 23 csomó volt, így este 19 órakor abbahagyták az üldözést. 21 órakor Anglia hadat üzent Németországnak. A német cirkálók eljutottak Konstantinápolyba és zászlót cseréltek. Lapeyrère-t komoly bírálat érte a német cirkálók szökése miatt.
1914. augusztus 16-án a francia–angol hajóraj a Courbet zászlóshajóval az élen, amelynek Lapeyrère volt a kapitánya, megtámadta a blokádot teljesítő SMS Zenta cirkálót Antivari előtt. Az SMS Ulan rombolónak sikerült elmenekülnie, a Zentát elsüllyesztették. Ezt követően bombázták Kotort.
1915-ben Lapeyrère blokád alá helyezte az Otrantói szorost. 1915. április 27-én a Császári és Királyi Haditengerészet U–5-ös tengeralattjárója a blokád ellenére is elsüllyesztette a Léon Gambetta páncélos csatahajót. A francia haditengerészet Lapeyrère-t tartotta felelősnek. A tengernagy egészségi okokra hivatkozva visszavonult, de 1916-ig tartalékos állományban maradt. Ezt követően Pau-ban élt és ott is hunyt el. Az Invalidusok dómjában helyezték örök nyugalomra.

## Kapcsolódó szócikk
- Első világháború